# Jiří Stanislav Guth-Jarkovský
Jiří Stanislav Guth-Jarkovský (Heřmanův Městec, 24 gennaio 1861 – Náchod, 8 gennaio 1943) è stato un dirigente sportivo cecoslovacco.
Membro fondatore del Comitato Olimpico Internazionale, di cui è stato segretario dal 1919 e il 1923, e coautore della Carta Olimpica, è stato tra il 1899 e il 1929 il primo presidente del Comitato Olimpico Ceco.

## Biografia

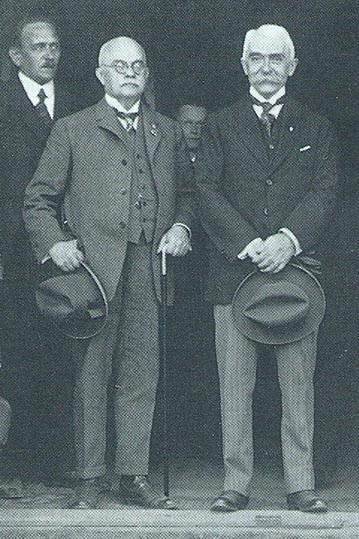
Guth-Jarkovský e Pierre de Coubertin in occasione del VIII Congresso Olimpico del 1925.

Jiří Guth, nato nella notte tra il 23 e il 24 gennaio 1861, è figlio di Karel Guth e di sua moglie Barbora, nata Bařinová; aveva tre fratelli, due dei quali (August e Charles) erano medici e uno (Antonín) consigliere del tribunale provinciale, e una sorella (Mary Schwarz). Fu battezzato come Jiří Karel Guth, che mantenne fino al 1919 quando decise di cambiare il suo nome in Jiří Stanislav Guth-Jarkovský.
Dal 1870 al 1878 studiò al liceo di Rychnov nad Kněžnou, frequentando poi i corsi di filosofia, matematica e fisica all'Università Carolina di Praga; nel 1883 conseguì il dottorato in filosofia. Già da studente ebbe modo di impegnarsi in numerose associazioni scientifiche e culturali, ad esempio fuo il primo segretario dell'Unione dei filosofi cechi e fu anche esponente di rilievo della Svatobor, l'associazione degli scrittori cechi. Sebbene non praticasse attivamente sport, divenne un membro del movimento Sokol e si interessò anche all'educazione fisica da un punto di vista pedagogico.
Dopo la laurea divenne precettore dei figli del principe di Schaumburg-Lippe Adolfo I e visse a Náchod, a Ratibořice e in Svizzera, viaggiando con la famiglia principesca in Europa, Africa, Asia e Nord America. Ebbe poi modo di insegnare in vari licei di Praga e di Klatovy. Il 7 agosto 1897 sposò Anna Černá (18 giugno 1875 – 3 giugno 1928), da cui ebbe un unico figlio, Gaston (27 maggio 1898 - 18 marzo 1974).
Membro fondatore del Comitato Olimpico Internazionale dal 1894, Guth-Jarkovský partecipò ai Giochi della I Olimpiade e al suo ritorno, colpito dalla manifestazione, iniziò a promuovere il Movimento Olimpico nelle riviste ceche e tedesche. Collaborò con Josef Rössler-Ořovský allo scopo di creare un Comitato Olimpico Ceco. Dopo un iniziale fallimento, in cui comunque riuscirono a fondare l'Unione atletica amatoriale ceca, i due riuscirono nell'intento iniziale nel 1899. Nello stesso anno Rössler-Ořovský e Guth-Jarkovský proposero a Pierre de Coubertin di includere gli sport invernali nel programma olimpico, ma questi rifiutò. Dal 1919 al 1923 ricoprì la carica di Segretario Generale del CIO, collaborò attivamente con il barone francese nella redazione della Carta Olimpica ed organizzò il VIII Congresso Olimpico nel 1925 a Praga.
Nel 1919 Jiří Stanislav Guth-Jarkovský fu nominato membro del gabinetto del Presidente della Repubblica. Lavorò in particolare per il presidente Tomáš Masaryk alla creazione dell'Ordine del Leone Bianco. Morì per un ictus a Náchod e venne sepolto nel cimitero di Olšany di Praga.